# Federación de Exploradores de Israel
La Federación de Boy Scouts de Israel (en hebreo: התאחדות הצופים והצופות בישראל) transliteración: Hitachdut HaTzofim VeHaTzofot BeYisrael) es una federación de las cinco organizaciones de exploradores de Israel. Unos 92.500 niños y niñas pertenecen a las organizaciones de la federación.

## Historia

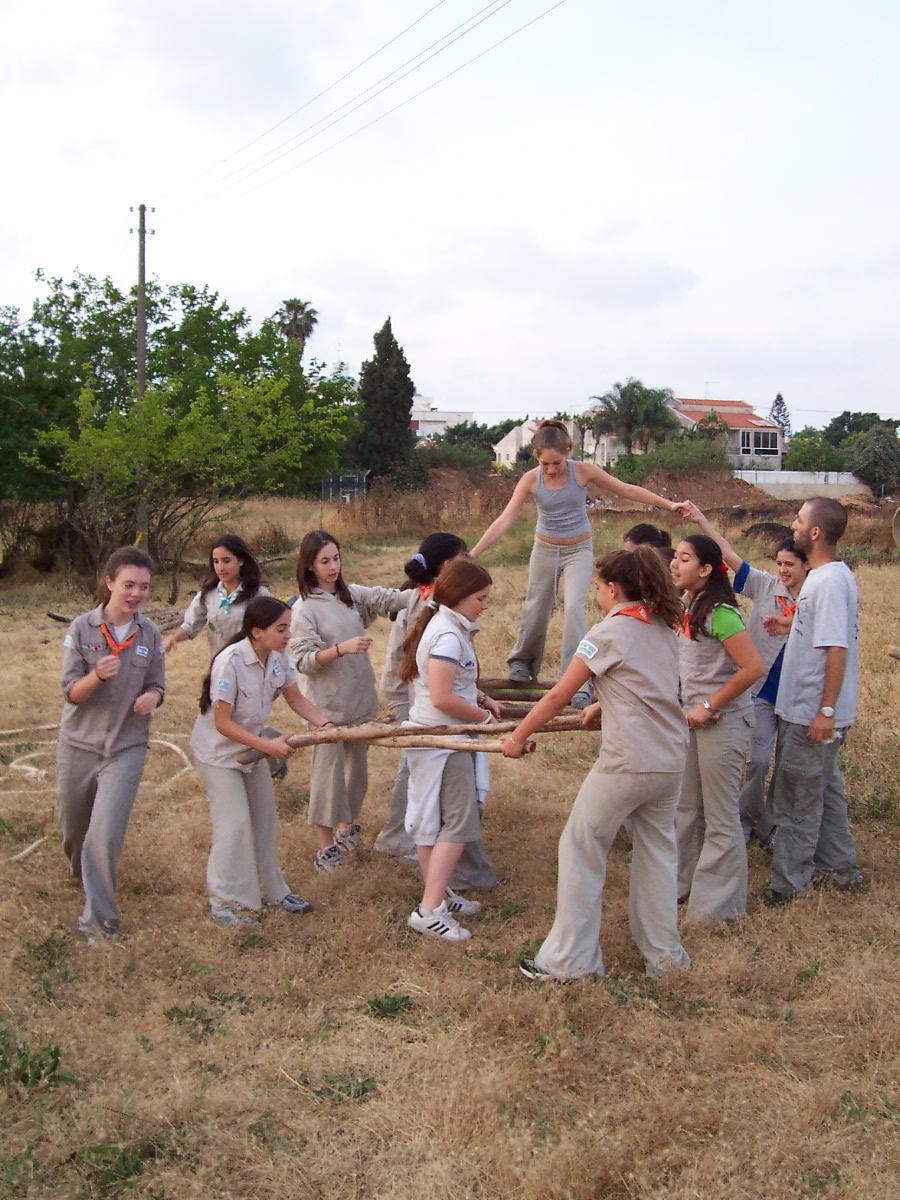
Los exploradores israelíes realizan una actividad.

Los primeros grupos de exploradores y guías se fundaron en 1919. La federación se creó en 1954 bajo el patrocinio del Ministerio de Educación de Israel. El movimiento scout israelí se convirtió en miembro de la Organización Mundial del Movimiento Scout en 1951, después del establecimiento del Estado de Israel, y se convirtió en miembro de la Asociación Mundial de Guías Scouts en 1963. En 2009, los Tzofim celebraron su 90.º cumpleaños. Para conmemorar la ocasión, el Primer Ministro de Israel, Benyamin Netanyahu, se reunió con los miembros de Tzofim en su oficina, donde les contó historias de su juventud con los exploradores de Modin en Jerusalén.

## Principios
Las tropas scout en Israel siempre han sido mixtas. La federación scout de Israel consiste en tropas judías, árabes, musulmanas, cristianas y drusas. Los Tzofim están abiertos a todos, independientemente de la raza, el color, el credo o la posición socioeconómica. Los exploradores israelíes provienen de todos los sectores de la sociedad del país.
Los objetivos de la federación son:
1. Servir como la organización paraguas para todas las unidades de exploradores en Israel.
2. Fortalecer el gobierno del movimiento scout en Israel.
3. Generando canales de cooperación entre todas las organizaciones scout, especialmente entre los exploradores hebreos, árabes y drusos.
4. Reforzar la educación sobre los valores sociales, la convivencia y la tolerancia entre árabes, judíos y drusos, lealtad a la nación y fomentar sentimientos de justicia, ayuda mutua y relaciones interpersonales basadas en la verdad y el respeto, con miras a la autorrealización.
5. Desarrollar y coordinar la relación entre los scouts en Israel y la Organización Mundial del Movimiento Scout y los movimientos scout en otros países.
6. Ayudar a hacer avanzar y a nutrir el nivel del movimiento scout entre las poblaciones jóvenes en las diversas organizaciones scout, para asumir la responsabilidad de organizar y liderar a las tropas exploradoras.

## Organizaciones de la federación
Los miembros de la federación son:

### Exploradores Hebreos
- Movimiento de los Exploradores Hebreos de Israel: 80.000 miembros.

### Exploradores Árabes y Drusos
- Movimiento de los Exploradores Árabes y Drusos: 12.500 miembros.
  - Asociación de exploradores drusos de Israel: 5.000 miembros.
  - Asociación de exploradores católicos en Israel: 3.000 miembros.
  - Asociación de exploradores ortodoxos en Israel: 2.500 miembros.
  - Asociación de exploradores árabes en Israel: 2.000 miembros.